# Christian Sánchez
Christian Emmanuel Sánchez Narváez (ur. 4 kwietnia 1989 w Guadalajarze) – meksykański piłkarz występujący na pozycji środkowego obrońcy.

## Kariera klubowa
Sánchez pochodzi z miasta Guadalajara i jest wychowankiem tamtejszego zespołu piłkarskiego Club Atlas. Do seniorskiej drużyny został włączony jako szesnastolatek przez szkoleniowca Daniela Guzmána, jednak w meksykańskiej Primera División zadebiutował dopiero za kadencji Rubéna Omara Romano, 4 listopada 2006 w wygranym 2:1 meczu z Necaxą. Nie potrafiąc wywalczyć sobie miejsce w wyjściowym składzie Atlasu, odszedł na wypożyczenie do Jaguares de Chiapas, gdzie spędził cały 2008 rok. Jesienią 2009 występował na wypożyczeniu w Santos Lagunie, natomiast wiosną 2010 w Monarcas Morelia. W barwach Morelii strzelił pierwszą bramkę w najwyższej klasie rozgrywkowej – 13 lutego w konfrontacji ze swoim macierzystym zespołem, Atlasem, wygranej ostatecznie 3:0.
Latem 2010 Sánchez po raz czwarty udał się na wypożyczenie, tym razem do San Luis FC, gdzie spędził dwa lata bez większych sukcesów.
| Sezon     | Klub                | Kraj   | Rozgrywki        | Mecze | Bramki |
| --------- | ------------------- | ------ | ---------------- | ----- | ------ |
| 2005/2006 | Club Atlas          | Meksyk | Primera División | 0     | 0      |
| 2006/2007 | Club Atlas          | Meksyk | Primera División | 1     | 0      |
| 2007/2008 | Club Atlas          | Meksyk | Primera División | 0     | 0      |
| 2007/2008 | Jaguares de Chiapas | Meksyk | Primera División | 9     | 0      |
| 2008/2009 | Jaguares de Chiapas | Meksyk | Primera División | 8     | 0      |
| 2008/2009 | Club Atlas          | Meksyk | Primera División | 0     | 0      |
| 2009/2010 | Club Santos Laguna  | Meksyk | Primera División | 5     | 0      |
| 2009/2010 | Monarcas Morelia    | Meksyk | Primera División | 17    | 1      |
| 2010/2011 | San Luis FC         | Meksyk | Primera División | 14    | 0      |
| 2011/2012 | San Luis FC         | Meksyk | Primera División | 17    | 1      |
| 2012/2013 | Club Atlas          | Meksyk | Primera División |       |        |

## Kariera reprezentacyjna
W 2005 roku Sánchez był podstawowym graczem reprezentacji Meksyku U-17 prowadzonej przez Jesúsa Ramíreza. Wystąpił z nią zarówno na Mistrzostwach Ameryki Północnej U-17, jak i Młodzieżowym Mundialu w Peru. Na drugim z wymienionych turniejów Meksyk wywalczył mistrzostwo świata, natomiast zawodnik Atlasu wystąpił we wszystkich sześciu spotkaniach. W 2007 roku został powołany do reprezentacji Meksyku U-20 na Młodzieżowe Mistrzostwa Ameryki Północnej. Prowadzona przez Ramíreza meksykańska kadra zakwalifikowała się na Mistrzostwa Świata U-20 w Kanadzie, gdzie odpadła po ćwierćfinale, jednak Sánchez nie znalazł się w składzie na światowy czempionat.
W tym samym 2007 roku Sánchez wraz z reprezentacją Meksyku U-23 wziął udział w Igrzyskach Panamerykańskich w Rio de Janeiro, gdzie jego zespół wywalczył brązowy medal na męskim turnieju piłkarskim. W roku 2009 Sánchez ponownie wystąpił na Mistrzostwach Ameryki Północnej U-20, ale tym razem nie udało mu się zakwalifikować na Młodzieżowe Mistrzostwa Świata w Egipcie. Był wówczas podstawowym graczem kadry narodowej.